# Chytrówka
Chytrówka – część wsi Stępina w Polsce, położona w województwie podkarpackim, w powiecie strzyżowskim, w gminie Frysztak.
Chytrówka jest odrębnym sołectwem położonym  w północnej części Stępiny.
W latach 1975–1998 Chytrówka administracyjnie należała do województwa rzeszowskiego.